# Tipula postposita
Tipula postposita är en tvåvingeart som beskrevs av Riedel 1919. Tipula postposita ingår i släktet Tipula och familjen storharkrankar. Inga underarter finns listade i Catalogue of Life.